# Afrikaans kampioenschap dammen
Het Afrikaans kampioenschap dammen wordt gespeeld vanaf 1980 en georganiseerd door de CAJD (Confédération Africaine du Jeu de Dames). 

## Recordwinnaars
|   | Naam               | Aantal | Jaren                        |
| - | ------------------ | ------ | ---------------------------- |
| 1 | Macodou N'Diaye    | 5      | 1988, 1990, 1992, 1994, 2009 |
| 2 | Bassirou Ba        | 3      | 1980, 1996, 2003             |
| 2 | Joël Atsé N’cho    | 3      | 2012, 2018, 2022             |
| 4 | Habib Kane         | 2      | 1984, 1985                   |
| 4 | Jean Marc Ndjofang | 2      | 2000, 2010                   |

## Eregalerij
| Jaar | Locatie     | Goud               | Zilver             | Brons                           |
| ---- | ----------- | ------------------ | ------------------ | ------------------------------- |
| 1980 | Dakar       | Bassirou Ba        | Ameth Diaw         | Issa Traoré                     |
| 1982 | Abidjan     | Djedjé Kouassi     | Issa Traoré        | Bassirou Ba                     |
| 1984 | Dakar       | Habib Kane         | Mamina N'Diaye     | Malick Diallo                   |
| 1985 | Conakry     | Habib Kane         | Macodou N'Diaye    | Mamina N'Diaye                  |
| 1988 | Bamako      | Macodou N'Diaye    | Mamina N'Diaye     | Sekou Cissé                     |
| 1990 | Bamako      | Macodou N'Diaye    | Souleymane Ba      | Mamina N'Diaye                  |
| 1992 | Abidjan     | Macodou N'Diaye    | N'Diaga Samb       | Issa Traoré                     |
| 1994 | Dakar       | Macodou N'Diaye    | Bassirou Ba        | Daouda Diakité                  |
| 1996 | Abidjan     | Bassirou Ba        | Gaoussou Sidibé    | Hamadou Zeba                    |
| 2000 | Yaounde     | Jean Marc Ndjofang | Leopold Kouogueu   | Malick Diallo / Gaoussou Sidibé |
| 2003 | Dakar       | Bassirou Ba        | Leopold Kouogueu   | N'Diaga Samb                    |
| 2006 | Yaounde     | Leopold Kouogueu   | N'Diaga Samb       | Jean Marc Ndjofang              |
| 2009 | Banjul      | Macodou N'Diaye    | Jean Marc Ndjofang | N'Diaga Samb                    |
| 2010 | Bamako      | Jean Marc Ndjofang | Mor Seck           | N'Diaga Samb                    |
| 2012 | Ouagadougou | Joël Atsé N’cho    | Charles Akoi       | Thomy Mbongo                    |
| 2014 | Niamey      | Freddy Loko        | N'Diaga Samb       | Jean Marc Ndjofang              |
| 2016 | Bamako      | N'Diaga Samb       | Bukasa Dingombe    | Jean Marc Ndjofang              |
| 2018 | Thiès       | Joël Atsé N’cho    | N'Diaga Samb       | Landry Nga                      |